# Mityng Żywiec Cup

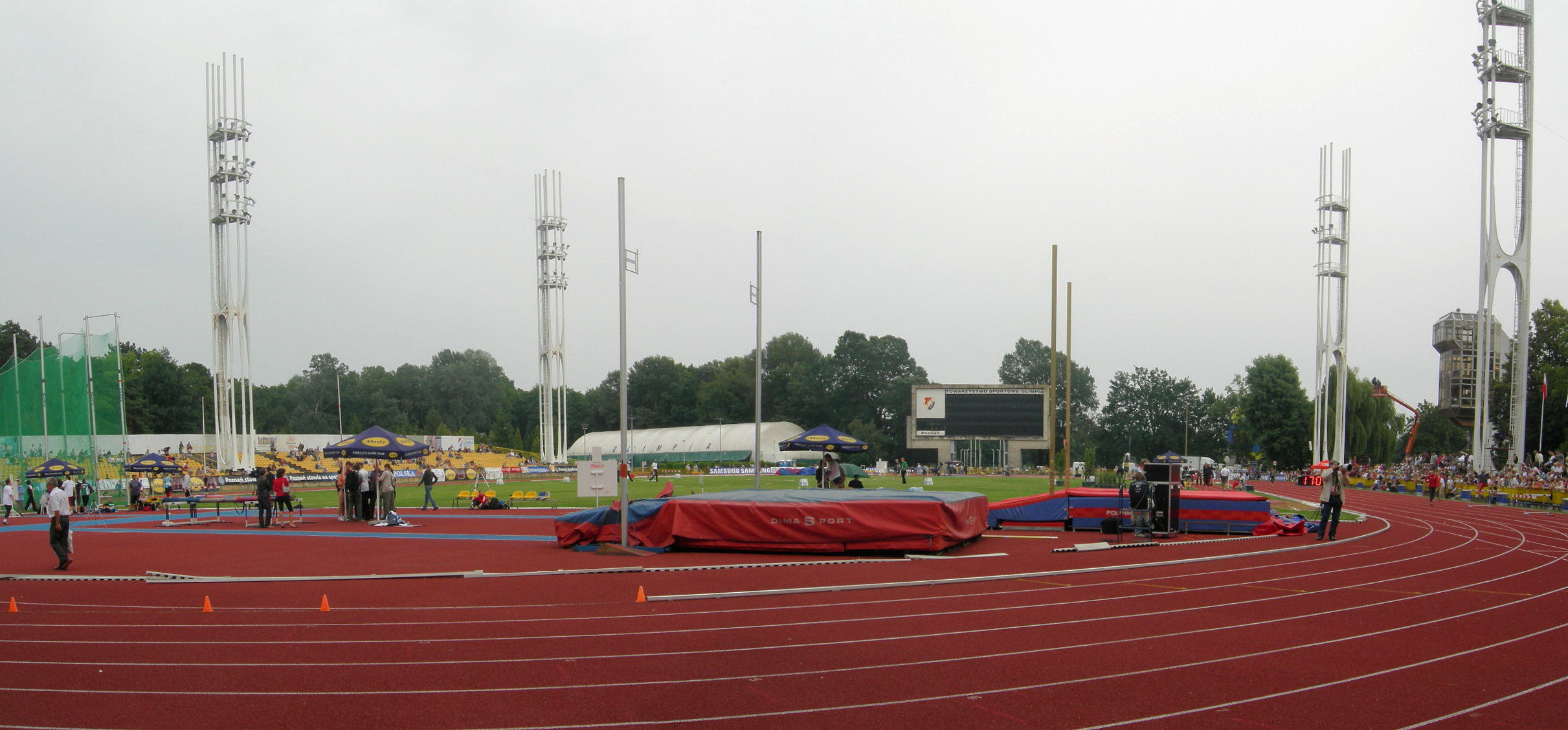
Stadion Olimpii Poznań (2007)

Mityng Żywiec Cup – jednodniowy mityng lekkoatletyczny, który odbywał się na Stadionie Olimpii w Poznaniu od 2001 do 2003 roku. 
W zawodach brały udział największe gwiazdy lekkoatletyki m.in. Jan Železný, Frankie Fredericks, Kamila Skolimowska czy Merlene Ottey. Sponsorem tytularnym imprezy były Browary Żywieckie. Po konflikcie sponsorskim między Grupą Żywiec a Polskim Związkiem Lekkiej Atletyki impreza przestała być organizowana. Relacje telewizyjne z mityngu przeprowadzała Telewizja Polska. 
Pierwsza edycja zawodów została uznana przez czytelników Przeglądu Sportowego najlepszą imprezą sportową w Polsce w roku 2001.

## Edycje
| Edycja | Gospodarz | Data        |
| ------ | --------- | ----------- |
| 2001   | Poznań    | 8 czerwca   |
| 2002   | Poznań    | 18 sierpnia |
| 2003   | Poznań    | 29 czerwca  |